# Три лица Евы
«Три лица Евы» (англ. The Three Faces of Eve) — американский кинофильм режиссёра Наннэлли Джонсона, вышедший на экраны в 1957 году. Экранизация документальной книги докторов Корбетта Тигпена и Харви Клекли, основанной на случае расстройства множественной личности у Крис Костнер Сайзмор. Главные роли исполнили Джоан Вудворд и Ли Джей Кобб. Мировая премьера фильма состоялась 23 сентября 1957 года.

## Сюжет
Однажды на прием к доктору психиатрии Лютеру попадает скромная домохозяйка Ева Уайт, жалующаяся на головные боли и провалы в памяти. После первоначального успеха в лечении наступает обострение болезни, в результате которого выясняется, что на время провалов миссис Уайт превращается в развязную девицу, любящую повеселиться и называющую себя Евой Блэк. Доктор Лютер, чрезвычайно заинтересованный этим редким случаем, пытается помочь женщине обрести внутреннее единство…

## В ролях
- Джоан Вудворд — Ева Уайт/Ева Блэк/Джейн
- Ли Джей Кобб — доктор Кёртис Лютер
- Дэвид Уэйн — Ральф Уайт
- Эдвин Джером — доктор Фрэнсис Дэй
- Алена Мюррэй — секретарь
- Нэнси Кулп — миссис Блэк
- Дуглас Спенсер — мистер Блэк
- Терри Энн Росс — Бонни Уайт
- Кен Скотт — Эрл
- Мими Гибсон — Ева в восемь лет
- Алистер Кук — рассказчик

## Награды и номинации
- 1957 — премия Национального совета кинокритиков США за лучшую женскую роль (Джоан Вудворд).
- 1958 — премия «Оскар» за лучшую женскую роль (Джоан Вудворд).
- 1958 — премия «Золотой глобус» за лучшую женскую роль в драматическом фильме (Джоан Вудворд).
- 1958 — номинация на премию Британской киноакадемии в категории «лучшая иностранная актриса» (Джоан Вудворд).